# SVB-Tweede Divisie
De SVB-Tweede Divisie, voorheen SVB-Hoofdklasse, is sinds 2017/18 de benaming voor de op een na hoogste voetbalcompetitie van Suriname. De competitie bestaat uit 13 clubs, waarvan er 2 kunnen promoveren naar de SVB Hoofdklasse. De nummer een promoveert direct naar de SVB Hoofdklasse en de nummer twee speelt 2 promotie / degradatie wedstrijden tegen de nummer 9 van de SVB-hoofdklasse. De plaatsen 11-13 degraderen en nummer 10 speelt in de Playoff, en probeert zich niet te degraderen naar de SVB-regionaal.